# FLRT2
FLRT2‏ (Fibronectin leucine rich transmembrane protein 2) هوَ بروتين يُشَفر بواسطة جين FLRT2 في الإنسان.